# Mondaí
Mondaí är en kommun i Brasilien.   Den ligger i delstaten Santa Catarina, i den södra delen av landet, 1 400 km söder om huvudstaden Brasília. Antalet invånare är 10 231.
Omgivningarna runt Mondaí är en mosaik av jordbruksmark och naturlig växtlighet. Runt Mondaí är det ganska glesbefolkat, med 28 invånare per kvadratkilometer.